# Gornergletsjer
De Gornergletsjer (Duits: Gornergletscher) is een valleigletsjer op de westzijde van het Monte Rosa massief dichtbij Zermatt in het Zwitserse kanton Wallis.
Met een lengte van ongeveer 12,4 km (2014) en breedte van ongeveer 1 tot 1,5 km is de Gornergletsjer de op twee na langste gletsjer van de Alpen, na de Aletschgletsjer en Fieschergletjer. Het hele gletsjergebied van de gletsjer gerelateerd aan de Gornergletsjer is 53 km² (2007),  waardoor het het op een na grootste gletsjersysteem in de Alpen is na de Aletschgletsjer.
Sinds de zomer van 2019 is het bovenste deel van de gelijknamige Gornergletsjer niet meer verbonden met de veel grotere Grenzgletscher, waardoor de Gornergletsjer ineens een flink stuk oppervlakte heeft verloren. Het gletsjersysteem behoudt echter de naam Gornergletsjer.
Albignagletsjer · Aletschgletsjer · Allalingletsjer · Corbassièregletsjer · Feegletsjer · Ferpèclegletsjer · Fieschergletsjer · Findelgletsjer · Gauligletsjer · Gornergletsjer · Hoge Grindelwaldgletsjer · Hüfigletsjer · Kanderfirn · Lage Grindelwaldgletsjer · Langgletsjer · Limmernfirn · Mont-Miné-Gletsjer · Morteratschgletsjer · Oberaletschgletsjer · Otemmagletsjer · Paradiesgletsjer · Plaine Morte-gletsjer · Rhônegletsjer · Saleinagletsjer · Triftgletsjer · Unteraargletsjer · Zinalgletsjer · Zmuttgletsjer